# Zamek w Rakowcu
Zamek w Rakowcu – położony w Rakowcu nad Dniestrem, na Pokuciu.

## Historia
Zbudowany został w 1658 lub 1660 roku przez podczaszego halickiego Wojciecha Dominika Bieniewskiego o czym świadczyła tablica nad bramą. Mimo niewielkich rozmiarów pełnił funkcję strategiczną gdyż wraz z zamkiem w Czernelicy stanowiły bazę wypadową dla wojsk polskich podczas wypraw na Wołochów. W 1657 r., mimo że dopiero trwała jego budowa, obronił się przed oblegającymi go wojskami kozackimi. Również obronił się w 1667 roku, gdy atakowali go Tatarzy. Zdobyty został dopiero przez Turków w 1672 roku. Odegrał później istotną rolę podczas kampanii Jana Sobieskiego przeciwko Turkom w latach 1685–1691. Zamek został spalony w 1769 roku podczas konfederacji barskiej. W XIX wieku właścicielem ruin był Samuel Baran.
Zamek miał kształt nieregularny. Brama wjazdowa znajdowała się od północy. W dolnej części zamku przy murze wschodnim zbudowano zachowaną do dzisiaj wieżę. Na zamku znajdowała się tablica z napisem w j. łac. MAGNIS AUSPICIIS MELIORI FORTUNA BONO EXIIT. MAGNIFICUS ET GENEROSUS DOM. OLBRECHTUS DE BIENIEWIC BIENIEWSKI POCILLATOR TERRAE HALICIENSIS HOC OPUS UNIVERSUM PROPRIIS SUMPTIBUS SEVIENTIBUS PROTUNC PATRIA DOMESTICIS ET EXOTICIS BELLIS AD DEI GLORIAM, DEFENSIONEM PATRIAE, CONSERVATIONEM AMICORUM EXTRUXIT. ANNO DOMINI 1660 co znaczy Pod lepszymi auspicjami, z lepszym losem i na dobro wyszło. Wielmożny i szlachetny pan Wojciech z Bieniewic Bieniewski, podczaszy ziemi halickiej, to całe dzieło na własny koszt, w czasie gdy ojczyzna była nękana wojną domową i zagraniczną, dla chwały Boga, obrony ojczyzny i ochrony przyjaciół wzniósł w Roku Pańskim 1660.